# Loxosceles bergeri
Espèce
Loxosceles bergeri est une espèce d'araignées aranéomorphes de la famille des Sicariidae.

## Distribution
Cette espèce est endémique de Namibie.

## Description
La femelle holotype mesure 6,5 mm.

## Étymologie
Cette espèce est nommée en l'honneur de Carl Berger.

## Taxinomie
Cette espèce a été relevée de sa synonymie avec Loxosceles spinulosa par Lotz en 2012 ou elle avait été placée par Newlands en 1975.

## Publication originale
- Strand, 1906 : Über einege Vogelspinnen und afrikanische Spinnen des naturhistorischen Museums zu Wiesbaden. Jahrbücher des Nassauischen Vereins für Naturkunde, vol. 59, p. 1-45 (texte intégral).